# Jean Hersholt
Jean Hersholt, pseudonimo di Jean Pierre Carl Büron (Copenaghen, 12 luglio 1886 – Hollywood, 2 giugno 1956), è stato un attore danese.

## Biografia
Nato in Danimarca da Clare Petersen e Henry Büron, che secondo quanto affermato, senza riscontri, da Jean in una sua biografia, sarebbero stati attori. Si diplomò alla Accademia delle belle arti di Copenaghen. Nel 1906 girò un paio di film in Germania.
Nello stesso anno fu tra i protagonisti di uno scandalo sessuale che coinvolse un gran numero di personaggi dello spettacolo danesi. Il giovane Jean, dopo i primi sviluppi della vicenda, svelò ad un periodico i nomi di alcuni attori omosessuali, cosa che, dati i costumi danesi dell'epoca, determinava conseguenze serie per gli interessati. In seguito fu lui stesso accusato di prostituzione e condannato a 8 mesi per aver barattato prestazioni sessuali con uomini e donne in cambio di denaro e vestiti.

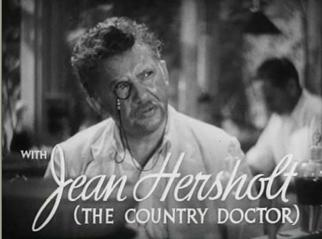
Jean Hersholt nel trailer del film L'ultima prova (1936)

Nel 1913 emigrò negli Stati Uniti, dove la sua carriera trovò un enorme successo. Nel 1924 fu il protagonista del film Rapacità, diretto da Erich von Stroheim. Tra i personaggi più popolari da lui interpretati si ricordano il nonno di Heidi (Shirley Temple) in Zoccoletti olandesi, trasposizione cinematografica del 1937 della storia del popolare personaggio svizzero.
Il personaggio al quale si legò di più nella seconda parte della sua carriera, fu quello del Dr. Christian. A seguito del grande successo del film Il medico di campagna (1936), si pensò di portare il personaggio del Dr. Luke, lì interpretato, in una serie radiofonica. Non ottenendo i diritti, Hersholt insistette per interpretare una serie con un nuovo dottore per il nome del quale si ispirò ad Hans Christian Andersen, grandissimo autore danese che lui ammirava. La serie del Dr. Christian andò avanti in radio fino agli anni cinquanta, mentre furono prodotti sei film dedicati a questo personaggio amatissimo dal pubblico.
Zio materno del popolare attore Leslie Nielsen e del politico Erik Nielsen, Hersholt prese parte a ben 140 film, e ottenne due Oscar alla carriera, uno nel 1940 e un altro nel 1950, oltre a numerosissimi Golden Globe. Per i servigi resi in favore del cinema, Hersholt venne inoltre onorato dall'Academy mediante l'istituzione del Premio umanitario Jean Hersholt, riconoscimento che viene attribuito per particolari meriti umanitari e che fu intitolato a suo nome per avere egli diretto come presidente, per 18 anni, la Motion Picture Relief Fund.
Morì nella sua villa hollywoodiana il 2 giugno del 1956, all'età di 69 anni.

## Riconoscimenti
Ha una stella sulla Hollywood Walk of Fame al 6501 di Hollywood Boulevard per il suo lavoro nel cinema e un'altra al 6701 dello stesso viale, per il suo lavoro nella radio.

## Filmografia
- Professorens Morgenavis, regia di Louis Halberstadt e Viggo Larsen (1906)
- Konfirmanden, regia di Louis Halberstadt (1906)
- En ny hat til Madammen, regia di Viggo Larsen (1906)
- Never Again, regia di Scott Sidney (1915)
- The Disciple, regia di William S. Hart (1915)
- The Desert (1916)
- Due begli occhi (Bullets and Brown Eyes), regia di Scott Sidney (1916)
- Il vendicatore (Hell's Hinges), regia di Charles Swickard (1916)
- Il bandito della miniera d'oro (The Aryan), regia di Reginald Barker, William S. Hart e Clifford Smith (1916)
- The Apostle of Vengeance (1916)
- Some Medicine Man, regia di Roy Clements (1916)
- As the Candle Burned, regia di Joseph Le Brandt (1916)
- It's All Wrong, regia di Henry MacRae (1916)
- Kinkaid, Gambler, regia di Raymond Wells (1916)
- Scratched, regia di Fred Kelsey (1916)
- Orchidea nera (Black Orchids), regia di Rex Ingram (1917)
- Fighting for Love, regia di Raymond Wells (1917)
- Love Aflame (o Hearts Aflame) , regia di James Vincent e Raymond Wells (1917)
- The Terror, regia di Raymond Wells (1917)
- The Saintly Sinner, regia di Raymond Wells (1917)
- Perils of the Secret Service, co-regia di Hal Mohr, George Bronson Howard, Jack Wells - serial cinematografico (1917)
- The Clash of Steel, regia di George Bronson Howard (1917)
- Her Primitive Man, regia di Harry D'Elba (1917)
- The Townsend Divorce Case, regia di Harry D'Elba (1917)
- Southern Justice, regia di Lynn Reynolds (1917)
- The Gunman's Gospel, regia di Raymond Wells (1917)
- The Greater Law, regia di Raymond Wells (1917)
- Il pastore di anime (The Soul Herder), regia di John Ford - cortometraggio (1917)
- The Show Down, regia di Lynn Reynolds (1917)
- A Stormy Knight, regia di Elmer Clifton (1917)
- '49-'17, regia di Ruth Ann Baldwin (1917)
- Princess Virtue, regia di Robert Z. Leonard (1917)
- Madame Spy, regia di Douglas Gerrard (1918)
- The Answer, regia di E. Mason Hopper (1918)
- Whom the Gods Would Destroy, regia di Frank Borzage (1919)
- In the Land of the Setting Sun, regia di Raymond Wells (1919)
- Bicocca rossa (The Red Lane), regia di Lynn Reynolds (1920)
- Merely Mary Ann, regia di Edward LeSaint (1920)
- The Golden Trail, regia di Jean Hersholt e Lewis H. Moomaw (1920)
- The Deceiver, regia di Jean Hersholt e Lewis H. Moomaw (1920)
- The Servant in the House, regia di Jack Conway (1921)
- I quattro cavalieri dell'Apocalisse (The Four Horsemen of the Apocalypse), regia di Rex Ingram (1921)
- A Certain Rich Man, regia di Howard C. Hickman (1921)
- Man of the Forest, regia di Howard C. Hickman (1921)
- When Romance Rides, regia di Jean Hersholt e Eliot Howe (1922)
- Heart's Haven, regia di Benjamin B. Hampton (1922)
- La ragazza del West (Tess of the Storm Country), regia di John S. Robertson (1922)
- The Strangers' Banquet, regia di Marshall Neilan (1922)
- Jazzmania, regia di Robert Z. Leonard (1923)
- Quicksands, regia di Jack Conway (1923)
- Red Lights, regia di Clarence G. Badger (1923)
- Torment, regia di Maurice Tourneur (1924)
- The Goldfish, regia di Jerome Storm (1924)
- The Woman on the Jury, regia di Harry Hoyt (1924)
- La seconda vita di Arturo Merril (Sinners in Silk), regia di Hobart Henley (1924)
- Her Night of Romance, regia di Sidney Franklin (1924)
- Rapacità (Greed), regia di Erich von Stroheim (1924)
- Cheap Kisses, regia di John Ince, Cullen Tate (1924)
- So Big, regia di Charles Brabin (1924)
- Dangerous Innocence, regia di William A. Seiter (1925)
- Fifth Avenue Models, regia di Svend Gade (1925)
- If Marriage Fails, regia di John Ince (1925)
- Don X, figlio di Zorro (Don Q Son of Zorro), regia di Donald Crisp (1925)
- A Woman's Faith, regia di Edward Laemmle (1925)
- Stella Dallas, regia di Henry King (1925)
- The Greater Glory, regia di Curt Rehfeld (1926)
- My Old Dutch, regia di Laurence Trimble (1926)
- It Must Be Love, regia di Alfred E. Green (1926)
- Flames, regia di Lewis H. Moomaw (1926)
- The Old Soak, regia di Edward Sloman (1926)
- The Wrong Mr. Wright, regia di Scott Sidney (1927)
- Alias the Deacon, regia di Edward Sloman (1927)
- Il principe studente (The Student Prince in Old Heidelberg) regia di Ernst Lubitsch, John M. Stahl (1927)
- 13 Washington Square regia di Melville W. Brown (1928)
- Mendicanti d'amore (The Secret Hour), regia di Rowland V. Lee (1928)
- Rosa d'Irlanda (Abie's Irish Rose), regia di Victor Fleming (1928)
- La battaglia dei sessi (The Battle of the Sexes), regia di David Wark Griffith (1928)
- Jazz Mad, regia di F. Harmon Weight (1928)
- Give and Take, regia di William Beaudine (1928)
- The Girl on the Barge, regia di Edward Sloman (1929)
- La nuova generazione (The Younger Generation), regia di Frank Capra (1929)
- Modern Love, regia di Arch Heath (1929)
- The Climax, regia di Renaud Hoffman (1930)
- The Case of Sergeant Grischa, regia di Herbert Brenon (1930)
- Il serpente bianco (Mamba), regia di Albert S. Rogell (1930)
- Il porto dell'inferno (Hell Harbor), regia di Henry King (1930)
- L'appello dell'innocente (East Is West), regia di Monta Bell (1930)
- A Soldier's Plaything, regia di Michael Curtiz (1930)
- The Cat Creeps, regia di Rupert Julian e John Willard (1930)
- The Third Alarm, regia di Emory Johnson (1930)
- Valzer viennese (Viennese Nights), regia di Alan Crosland (1930)
- The Voice of Hollywood No. 7 (Second Series) (1931)
- La piccola amica (Daybreak), regia di Jacques Feyder (1931)
- Transatlantico (Transatlantic), regia di William K. Howard (1931)
- Il fantasma di Parigi (The Phantom of Paris), regia di John S. Robertson (1931)
- Cortigiana (Susan Lenox (Her Fall and Rise)), regia di Robert Z. Leonard (1931)
- Il fallo di Madelon Claudet (The Sin of Madelon Claudet), regia di Edgar Selwyn (1931)
- Private Lives, regia di Sidney Franklin (1931)
- Ingratitudine (Emma), regia di Clarence Brown (1932)
- Il pericolo pubblico n 1 (The Beast of the City), regia di Charles Brabin (1932)
- Are You Listening?, regia di Harry Beaumont (1932)
- Grand Hotel, regia di Edmund Goulding (1932)
- Night Court, regia di W. S. Van Dyke (1932)
- New Morals for Old, regia di Charles Brabin (1932)
- Unashamed, regia di Harry Beaumont (1932)
- Skyscraper Souls, regia di Edgar Selwyn (1932)
- Umanità (Hearts of Humanity), regia di Christy Cabanne (1932)
- La maschera di Fu Manciu (The Mask of Fu Manchu), regia di Charles Brabin, Charles Vidor (1932)
- Carne (Flesh), regia di John Ford (1932)
- The Crime of the Century, regia di William Beaudine (1933)
- Risveglio di un popolo (Song of the Eagle), regia di Ralph Murphy (1933)
- Pranzo alle otto (Dinner at Eight), regia di George Cukor (1933)
- Christopher Bean, regia di Sam Wood (1933)
- Il gatto e il violino (The Cat and the Fiddle), regia di William K. Howard (1934)
- Uomini in bianco (Men in White), regia di Richard Boleslawski (1934)
- The Fountain, regia di John Cromwell (1934)
- Il velo dipinto (The Painted Veil), regia di Richard Boleslawski (1934)
- I vampiri di Praga (Mark of the Vampire), regia di Tod Browning (1935)
- Quando si ama (Break of Hearts), regia di Philip Moeller (1935)
- L'incrociatore misterioso (Murder in the Fleet), regia di Edward Sedgwick (1935)
- Tre strani amici (Tough Guy), regia di Chester M. Franklin (1936)
- Il medico di campagna (The Country Doctor), regia di Henry King (1936)
- Sins of Man, regia di Otto Brower, Gregory Ratoff (1936)
- L'ultima prova (His Brother's Wife), regia di W.S. Van Dyke (1936)
- Reunion, regia di Norman Taurog (1936)
- Turbine bianco (One in a Million), regia di Sidney Lanfield (1936)
- Settimo cielo (Seventh Heaven), regia di Henry King (1937)
- Zoccoletti olandesi (Heidi), regia di Allan Dwan (1937)
- Stella del Nord (Happy Landing), regia di Roy Del Ruth (1938)
- La grande strada bianca (Alexander's Ragtime Band), regia di Henry King (1938)
- I'll Give a Million, regia di Walter Lang (1938)
- Five of a Kind, regia di Herbert I. Leeds (1938)
- Mr. Moto in Danger Island, regia di Herbert I. Leeds (1939)
- Meet Dr. Christian, regia di Bernard Vorhaus (1939)
- Remedy for Riches, regia di Erle C. Kenton (1940)
- The Courageous Dr. Christian, regia di Bernard Vorhaus (1940)
- Dr. Christian Meets the Women, regia di William C. McGann (1940)
- Melody for Three, regia di Erle C. Kenton (1941)
- They Meet Again, regia di Erle C. Kenton (1941)
- La taverna delle stelle (Stage Door Canteen), regia di Frank Borzage (1943)
- Ho incontrato l'amore (Dancing in the Dark), regia di Irving Reis (1949)
- All'ombra del patibolo (Run for Cover), regia di Nicholas Ray (1955)

## Doppiatori italiani
- Mario Besesti in Il fallo di Madelon Claudet, Ingratitudine, All'ombra del patibolo
- Gero Zambuto in Il velo dipinto[2]